# اینترلوکین ۵

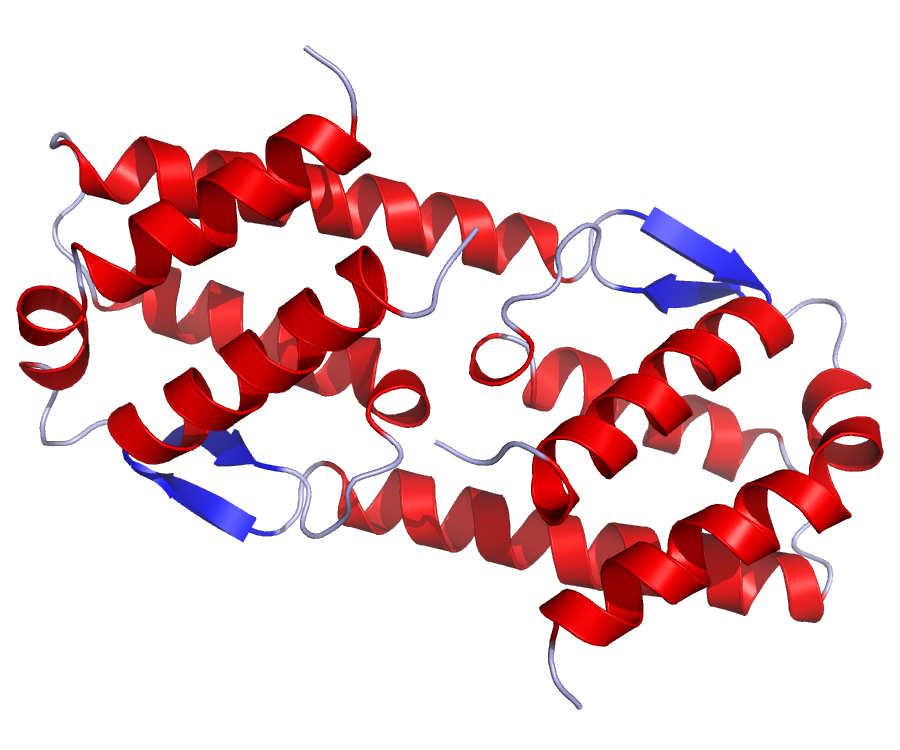
مرتبط

اینترلوکین ۵ (انگلیسی: Interleukin 5) یکی از اینترلوکینهای مهم بدن است که از گلبول‌های سفید ترشح می‌شود و در پاسخ‌های التهابی و ایمنی نقش دارد. اینترلوکین پنج از سلول‌های لنفوسیت تی کمک‌کننده ماست‌سل و ائوزینوفیل ترشح می‌شود و بر سلول‌های ائوزینوفیل و لنفوسیت بی مؤثر است. اصلی‌ترین کارکرد این سایتوکین تمایز و تولید IgA است.